# Letnie wakacje
Letnie wakacje (ang. Summer Holiday) – amerykański film muzyczny z 1948 roku, oparty na sztuce Ah, Wilderness! (1933) Eugene’a O’Neilla, w reżyserii Roubena Mamouliana.
Jest to remake filmu MGM pt.: Ah, Wilderness! z 1935 roku,  w którym również wystąpił Mickey Rooney, ale w znacznie mniejszej roli.

## Fabuła
Akcja dzieje się na przełomie XIX i XX wieku w małym miasteczku stanie Connecticut. Film opowiada o dorastaniu młodego chłopca i jego zmaganiach. Młody Richard Miller (Mickey Rooney) zakochał się w sąsiadce Muriel (Gloria DeHaven). Niestety, ojciec dziewczyny nie akceptuje tego uczucia, ze względu na dość oryginalne pomysły Richarda.

## Obsada
- Mickey Rooney jako Richard Miller
- Gloria DeHaven jako Muriel
- Agnes Moorehead jako kuzynka Lily
- Walter Huston jako pan Nat Miller
- Selena Royle jako pani Miller
- Frank Morgan jako wujek Sid
- Marylin Maxwell jako Belle
- Agnes Moorehead jako kuzynka Lily
- Anne Francis jako Elsie Rand